# Mistrovství světa v ledolezení 2017
Mistrovství světa v ledolezení 2017 (anglicky UIAA Ice Climbing World Championships) proběhlo 4.-5. února ve francouzském Champagny-en-Vanoise v ledolezení na obtížnost i rychlost, oba závody byly součástí světového poháru v ledolezení 2017.
Mistrovství světa juniorů v ledolezení 2017 se konalo o týden později také v Champagny-en-Vanoise.

## Průběh závodů
V hodnocení národních týmů se počítal jeden nejlepší výsledek mužů a žen (u jednoho maximálně 100 bodů, celkem tedy do 200 bodů za pár).

### Antidopingová kontrola
Ruský reprezentant a vítěz mistrovství v ledolezení na rychlost Pavel Batušev byl zpětně diskvalifikován na základě pozitivního testu moči během závodu světového poháru v ledolezení, který se konal 28. ledna 2017 v italském Rabensteinu. Od tohoto data mu byly zrušeny výsledky na závodech v ledolezení a  závodů se nesmí účastnit v období od 29. března 2017 do 28. března 2021. 

## Češi na ME
Závody bez české účasti.

## Výsledky mužů a žen
| obtížnost                          | obtížnost               | rychlost                               | rychlost                    |
| ---------------------------------- | ----------------------- | -------------------------------------- | --------------------------- |
| muži                               | ženy                    | muži                                   | ženy                        |
| 1. Pak Hi-jong                     | 1. Sin Un-son           | 1. Pavel Batušev 1. Vladimir Kartašev* | 1. Marija Tolokoninová      |
| 2. Yannick Glatthard               | 2. Angelika Rainer      | 2. Leonid Malych                       | 2. Jekatěrina Feoktistovová |
| 3. Nikolaj Kuzovlev                | 3. Marija Tolokoninová  | 3. Radomir Proščenko                   | 3. Naděžda Galljamovová     |
|                                    |                         |                                        |                             |
| 4. Janez Svoljšak                  | 4. Petra Klinglerová    | 4. Kirill Kolčegošev                   | 4. Jekatěrina Koščejevová   |
| 5. Alexej Děngin                   | 5. Jekatěrina Vlasovová | 5. Nikolaj Kuzovlev                    | 5. Valerija Bogdanová       |
| 6. Valentyn Sypavin                | 6. Mariam Filippovová   | 6. Jegor Trapeznikov                   | 6. Kendra Stritch           |
| 7. Radomir Proščenko               | 7. Song Han Na Le       | 7. Alexej Vagin                        | 7. Mariam Filippovová       |
| 8. Mohammadreza Safdarian Korouyeh | 8. Eimir Mc Swiggan     | 8. Dennis van Hoek                     | 8. Natalya Kulikova         |
| 8 finalistů                        | 8 finalistek            | 8/4 finalistů                          | 8/4 finalistek              |
| 19 semifinalistů                   | 18 semifinalistek       | 16 semifinalistů                       | 16 semifinalistek           |
| 73 mužů                            | 34 žen                  | 48 mužů                                | 20 žen                      |

- Pavel Batušev byl zpětně diskvalifikovaný pro doping

### Hodnocení týmů
| národy                    | obtížnost                 | rychlost           |
| ------------------------- | ------------------------- | ------------------ |
| 1. Rusko 330              | 1. Jižní Korea 200        | 1. Rusko 200       |
| 2. Jižní Korea 234        | 2. Švýcarsko 135          | 2. Írán 130        |
| 3. Írán 214               | 3. Rusko 130              | 3. Nizozemsko 120  |
| 4. Nizozemsko 204         | 4. Itálie 96              | 4. USA 106         |
| 5. Švýcarsko 190          | 5. Francie 86             | 5. Ukrajina 94     |
| 6. Ukrajina 176           | 6. Nizozemsko 84          | 6. Finsko 92       |
| 7. Francie 172            | 6. Írán 84                | 7. Francie 86      |
| 8. USA 159                | 8. Ukrajina 82            | 8. Japonsko 68     |
| 9. Finsko 150             | 9. Japonsko 62            | 9. Švýcarsko 55    |
| 10. Japonsko 130          | 10. Kanada 58             | 10. Polsko 51      |
| 11. Itálie 96             | 10. Finsko 58             | 10. Bulharsko 51   |
| 12. Polsko 91             | 12. Slovinsko 55          | 12. Slovensko 40   |
| 13. Irsko 81              | 13. USA 53                | 13. Irsko 34       |
| 14. Bulharsko 71          | 14. Irsko 47              | 13. Jižní Korea 34 |
| 15. Slovensko 66          | 15. Spojené království 42 |                    |
| 16. Kanada 58             | 16. Polsko 40             |                    |
| 17. Slovinsko 55          | 17. Čína 28               |                    |
| 18. Spojené království 42 | 18. Slovensko 26          |                    |
| 19. Čína 28               | 19. Německo 24            |                    |
| 20. Německo 24            | 20. Bulharsko 20          |                    |
| 21. Chorvatsko 18         | 21. Chorvatsko 18         |                    |
| 22. Norsko 14             | 22. Norsko 14             |                    |
| 23. Ázerbájdžán 12        | 23. Ázerbájdžán 12        |                    |
| 23 zemí                   | 23 zemí                   | 14 zemí            |

### Medaile podle zemí
| pořadí | stát        | Zlatá medaile | Stříbrná medaile | Bronzová medaile | celkem |
| ------ | ----------- | ------------- | ---------------- | ---------------- | ------ |
| 1.     | Rusko       | 2             | 2                | 4                | 8      |
| 2.     | Jižní Korea | 2             | 0                | 0                | 2      |
| 3.     | Švýcarsko   | 0             | 1                | 0                | 1      |
| 3.     | Itálie      | 0             | 1                | 0                | 1      |